# 伊瓦尔 (上萨瓦省)
伊瓦尔（法語：Yvoire，法語發音：[ivwaʁ]）是法国上萨瓦省的一个市镇，属于托农莱班区。

## 地理
伊瓦尔（46°22'12"N, 6°19'36"E）面积3.12 平方千米，位于法国奥弗涅-罗讷-阿尔卑斯大区上萨瓦省，该省份为法国东部省份，历史上为薩伏依的一部分，北与瑞士接壤，西接安省，南至萨瓦省，东与瑞士和意大利接壤。
与伊瓦尔接壤的市镇（或旧市镇、城区）包括：埃克塞讷韦、内尔涅。
伊瓦尔的时区为UTC+01:00、UTC+02:00（夏令时）。

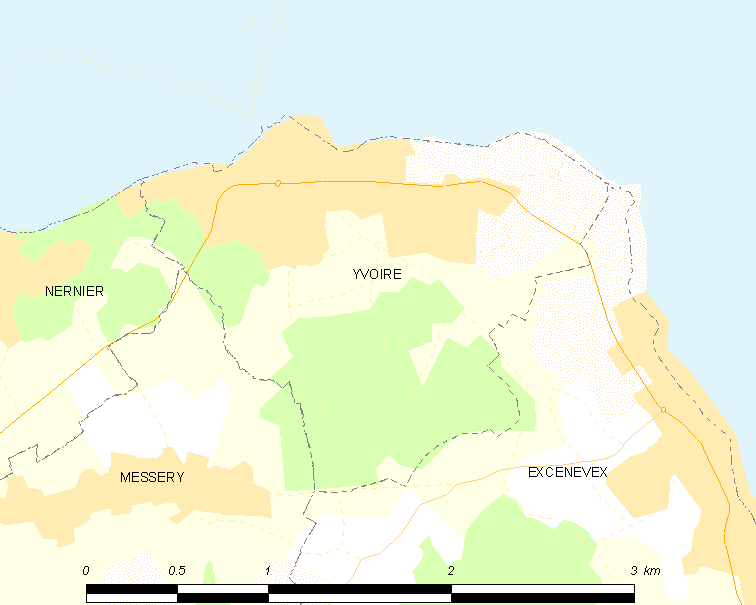
伊瓦尔的OSM定位图

## 行政
伊瓦尔的邮政编码为74140，INSEE市镇编码为74315。

## 政治
伊瓦尔所属的省级选区为锡耶县。

## 人口

1962-2008年间伊瓦尔人口变化图示

伊瓦尔于2022年1月1日时的人口数量为1052人。